# تاسوست
تاسوست مدينة ساحلية سياحية تابعة إقليميا لبلدية الأمير عبد القادر دائرة الطاهير ولاية جيجل الجزائرية ، تبعد عن مقر الولاية بـ 8 كيلومتر وعن مقر الدائرة بـ 10 كيلومتر وعن مقر البلدية بـ 7 كيلومتر.
شهدت المنطقة نموا متسارعا نهاية التسعينيات وبداية الألفينيات الأمر الذي ترتب عنه زيادة في النسيج العمراني والتعداد السكاني. وتضم المنطقة عدة تجمعات سكنية مثل : بوشعلة، بوحمدون ، الغابة ، القرية ، الدفيلة ، تاسوست وسط .
تحتوي المدينة على عدة مرافق خدماتية وتعليمية واقتصادية عمومية وخاصة فتضم قطبا جامعيا به العديد من الكليات والتخصصات الجامعية ( اللغات والآداب ، العلوم الإنسانية والإجتماعية ، الحقوق والعلوم السياسية، الإقتصاد والتجارة) إضافة إلى ثانويتين و ثلاث متوسطات و سبع ابتدائيات. كما تحتوي المدينة على سوق يومي ومكتب بريد ومقر بلدي ومستوصف يقدم بعض الخدمات الصحية وملعب لكرة القدم، إضافة إلى مسجدين ومئات المحلات التجارية التي تبيع مختلف اللوازم والبضائع (مواد غدائية، ألبسة ومفروشات، مواد العناية الجسدية والتجميل، محلات الأهدية، المطاعم، الأجهزة الإلكترومنزلية والهواتف النقالة، صيدليات، ورشات تصليح السيارات وبيع قطع غيار السيارات، صالونات الحلاقة وغيرها)، كما تضم فندقا قريبا من البحر وفضاءاً ترفيهيا للأسر والعائلات (فاميلي لاند) ومجموعة من الإقامات السكنية المجهزة لاستقبال السواح؛ وتشهد المدينة إقبالا كبيرا عليها خاصة في موسم الإصطياف حيث تصبح قبلة لعشاق الاستجمام والبحر,
كما تحيط بالمدينة إطلالة جميلة من الحقول والمروج الخضراء التي تزداد بهاء خلال فصل الربيع ، إضافة إلى امتلاكها لشريط ساحلي رملي يمتد على طول 5 كيلومتر ممتد من مصب وادي جن جن إلى مصب وادي منشة يضم عدة شواطئ جميلة ، والذي تفصله عن المدينة غابة صغيرة تعد وجهة مميزة لمحبي الطبيعة والتجوال وممارسة الرياضة.
| من دوائر الجزائر دائرة الطاهير                                                                 |
| بلديات الدائرة                                                                                 |
| بلدية الطاهير بلدية الأمير عبد القادر · بلدية وجانة بلدية الشحنة · بلدية أولاد عسكر            |
| مدن الدائرة                                                                                    |
| الطاهير الأمير عبد القادر · وجانة · الشحنة · أولاد عسكر                                        |
| أحياء و قرى                                                                                    |
| الثلاثة (الطاهير) · الزاوية (الطاهير) تاسوست (الأمير عبد القادر) · بوحمدون (الأمير عبد القادر) |
| موضوعات ذات صلة                                                                                |
| مدن مقترحة لتصبح ولايات · دائرة الطاهير · ولاية جيجل · تاريخ جيجل · إذاعة جيجل · الجزائر       |